# JA三井リース
JA三井リース株式会社（ジェイエイみついリース、英語: JA Mitsui Leasing, Ltd.）は、東京都中央区に本社を置く、日本の大手総合リース会社である。三井系の三井リース事業株式会社とJA系の協同リース株式会社との経営統合により発足した。略称はJAML。
三井広報委員会・月曜会・三井文庫の加盟企業である。

## 概要
2008年（平成20年）4月、JA系統の協同リース株式会社と三井・商社系統の三井リース事業株式会社の共同持株会社として設立。同年10月に当社を存続会社として上記3社が合併し発足。JA系統と三井・商社系統のバックボーンを併せ持ち、それぞれの専門性や販売チャネルを活かした事業活動を展開している。

### 特色
設立経緯からJA組織との関わりが深く、農業機械・生産設備のリース・ファイナンス取扱高は業界トップ。2017年5月には、高額なコンバインなどの農業機械を複数の農家でシェアして利用する「農機シェアリース」が事業化された。このほか、医療モール組成やリースを活用した医師独立開業支援サービスを提供する医療・メディカル事業、船舶建造資金の融資や海運会社向けリースを行う船舶ファイナンス、太陽光発電やバイオマス発電などの環境・エネルギー分野などに強みを持つ。
近年は成熟した国内市場を背景に成長著しい海外での事業に注力しており、2015年6月にシンガポールの重機レンタル大手への出資、2017年8月にはブラジルにおいて3,000両の鉄道貨車レンタルを行う三井物産グループ出資の特定目的会社（SPC）の株式の50％を譲り受け、南米での鉄道貨車レンタル事業へ参入した。。

## 沿革
- 1971年（昭和46年）3月 - 三井物産のリース事業部が分離し、三井リース事業株式会社設立。
- 1972年（昭和47年）3月 - 協同リース株式会社設立。
- 1978年（昭和53年) 12月 - 株式会社同栄社（現・協同ライフケア）設立）。
- 2002年（平成14年）10月 - 三井リース事業、西日本総合リース（現・JA三井リース九州）に出資。
- 2004年（平成16年）
  - 2月 - 三井リース事業、近畿大阪リース（後の近畿総合リース）に出資。
  - 10月 - 三井リース事業、ユナイトに出資。
- 2005年（平成17年）9月 - 協同リース、協同オートリース（現・JA三井リースオート）を設立。
- 2006年（平成18年）3月 - 三井リース事業、みちのくリースに追加出資。
- 2007年（平成19年）7月 - 三井リース事業、中央三井リース（後の三井CMリース）に出資。
- 2008年（平成20年）
  - 4月 - 協同リースと三井リース事業の共同持株会社として、JA三井リース株式会社設立。
  - 10月 - JA三井リースが、協同リース、三井リース事業を吸収合併。
- 2009年（平成21年）
  - 7月 - 本社を品川区東五反田へ移転。
  - 10月 - 三井物産と農林中央金庫を引受先とする600億円の第三者増資を実施。
- 2012年（平成24年）6月 - ユナイトの保有株式のうち66.85%をカナモトに売却。
- 2013年（平成25年）
  - 4月- 大林プロパティマネジメント（後のJAMLモールマネジメント）の95%の株式を取得し、連結子会社化。
  - 12月 - 三井CMリースを会社清算。
- 2015年（平成27年）4月 - みちのくリースの保有株式のうち75%をみちのく銀行（後の青森みちのく銀行）に譲渡（持分法適用関連会社となる）[6]。
- 2016年（平成28年）1月 - 本社を中央区銀座へ移転[7]。
- 2018年（平成30年）4月 -　西日本総合リースをJA三井リース九州に名称を変更。
- 2019年（平成31年）4月 - JA三井リース建物がJAMLモールマネジメントを吸収合併。
  - 4月 - JA三井リース九州とJA三井リースの九州本部の事統合統合
- 2021年（令和3年）に「日本包装リース」に出資
- 2022年（令和4年）4月 - 近畿総合リースを吸収合併[8]。

### 歴代社長
| 氏名     | 在任期間        | 出身地 | 出身校               | 前職                     |
| 陶浪隆生 | 2008/06~2010/06 |        | 東京大学工学部       | 三井物産常務執行役員     |
| 安田義則 | 2010/06~2015/03 | 福島県 | 横浜国立大学経済学部 | 農中信託銀行社長         |
| 高橋則広 | 2015/06~2016/03 |        | 東京大学法学部       | 農林中央金庫専務理事     |
| 古谷周三 | 2016/04~2021/03 | 北海道 | 北海道大学農学部     | 農林中金総合研究所社長   |
| 新分敬人 | 2021/04~現職    | 栃木県 | 早稲田大学商学部     | 農林中央金庫代表理事専務 |

## 主な関係会社
子会社109社及び関連会社11社で構成される。

### 連結子会社
- JA三井リースオート（東京都中央区）
- JA三井リース建物（東京都中央区）
- JA三井リースアセット（東京都中央区）
- 協同ライフケア（東京都中央区）
- JA三井リース九州（福岡県福岡市）
- JA Mitsui Leasing Capital Corporation（アメリカ合衆国ニューヨーク州）
- PT. Mitsui Leasing Capital Indonesia（インドネシア共和国ジャカルタ首都特別州）
- JA Mitsui Leasing Singapore Pte. Ltd.（シンガポール共和国）

### 持分法適用関連会社
- ひめぎんリース（愛媛県松山市）
- みちのくリース（青森県青森市）